# Birgit Sippel
Birgit Sippel (nació el 29 de enero de 1960 en Bochum, Alemania) es una política alemana del Partido Socialdemócrata de Alemania (SPD). Es diputada en el Parlamento Europeo desde las elecciones europeas de 2009, donde ejerce de coordinadora (portavoz) del Grupo de la Alianza Progresista de Socialistas y Demócratas (S&D) en la Comisión de Libertades Civiles, Justicia y Asuntos de Interior (LIBE).

## Profesión & educación
Luego de concluir sus estudios secundarios, Birgit Sippel inició su formación de secretaria internacional y trabajó en la administración de una empresa de elaboración de metales. Más tarde, ella se convirtió en directora de una oficina regional de un eurodiputado.

## Formación política
En 1982, Birgit Sippel se afilió a la asociación de la juventud socialista alemana, en donde trabajó a nivel local. El mismo año se afilió al SPD, se comprometió con la asociación local de Neheim y con la Asociación del Trabajo de Mujeres Socialdemócratas (ASF). En 1983, se hizo miembro del IG Metall, un sindicato de trabajadores de metal, donde fue representante del comité de empresa. Entre 1994 y 2004, Birgit Sippel fue concejala de la ciudad de Arnsberg y allí trabajó en los comités social, de planificación y de economía y empleo.
Entre 1996 y 2010, Birgit Sippel fue miembro del consejo de la unión del SPD. Asimismo, entre 2005 y 2008 fue presidenta del Partido Socialdemócrata de Alemania en el oeste de Westfalia y desde 2010, miembro de la junta directiva del estado federado y de la presidencia del SPD de la Renania del Norte-Westfalia.
En 2004, Birgit Sippel fue oficialmente designada como candidata a miembro del Parlamento Europeo por primera vez. En las elecciones europeas de 2009 accedió al Parlamento Europeo por la lista de reserva como Miembro del Grupo de la Alianza Progresista de Socialistas y Demócratas en el Parlamento Europeo.

## Miembro del Parlamento Europeo
Desde las elecciones europeas de 2009, Sippel es miembro del Parlamento Europeo y fue confirmada en su cargo en las elecciones europeas de 2014.
En el Parlamento Europeo ella es miembro de la Comisión de Libertades Civiles, Justicia y Asuntos de Interior (LIBE) y suplente de la Comisión de Empleo y Asuntos Sociales (EMPL).
Desde su reelección, en 2014, se desempeña como coordinadora del S&D en el Parlamento Europeo en la Comisión de Libertades Civiles, Justicia y Asuntos de Interior (LIBE).

En su primera legislatura (2009-2014), Birgit Sippel fue miembro de la Delegación para las Relaciones con los Países de Asia del Sur y suplente de la Delegación para las Relaciones con Irak y con Canadá. Desde su reelección en 2014, es miembro de la Delegación para las Relaciones con los Países del Mashreq (Egipto, Jordania, Líbano, Siria).

## Enlaces
- Wikimedia Commons alberga una categoría multimedia sobre Birgit Sippel.
- Página oficial de Birgit Sippel
- Perfil de Birgit Sippel de la página web oficial del Parlamento Europeo
- Perfil de Birgit Sippel de la página web oficial de los diputados alemanes del Partido Socialdemócrata de Alemania del Parlamento Europeo
- Perfil de Birgit Sippel de la página web oficial del Grupo de la Alianza Progresista de Socialistas y Demócratas

- Datos: Q108736
- Multimedia: Birgit Sippel / Q108736